# Bursa subtendinea musculi subscapularis
Die Bursa subtendinea musculi subscapularis ist ein Schleimbeutel unter der Ansatzsehne des Musculus subscapularis im Bereich des Schultergelenks. Der Schleimbeutel besitzt ventral eine Öffnung zur Gelenkhöhle des Schultergelenks, das Foramen Weitbrecht (nach Josias Weitbrecht), welches sowohl die Gelenkkapsel als auch das Ligamentum glenohumerale durchbricht. Der Schleimbeutel polstert den oberen Muskelrand an seinem Übertritt über das Schultergelenk. Er kommuniziert mit der Bursa subcoracoidea.